# Amalda trippneri
Amalda trippneri is een slakkensoort uit de familie van de Olividae. De wetenschappelijke naam van de soort is voor het eerst geldig gepubliceerd in 1996 door Kilburn.